# Dendropsophus pauiniensis
Dendropsophus pauiniensis es una especie de anfibios de la familia Hylidae.
Habita en Brasil y posiblemente en Bolivia.
Sus hábitats naturales incluyen bosques tropicales o subtropicales secos y a baja altitud y ríos.